# Јуриј Андронов
Јуриј Андронов (рус. Юрий Андронов; Самара, 6. новембар 1971) је руски атлетичар чија је специјалност брзо ходање на 50 километара. 
Андронов је учествовао на Летњим олимпијским играма 2004. у Атини, где је завршио као девети. На Европском првенству 2006. у Гетеборгу, осваја бронзану медаљу. Исто тако био је два пута бронзани на Светском купу у ходању 2004. у Наумбургу и 2006. у Ла Коруњи.

## Допинг
Дисквалигикован је на Светском купу у у ходању 2004. у Тајцану у Кини, пошто је „пао“ на допинг тесту. Кажњен је забраном учествовања на такмичењима на две године од 16. јуна 2014. до 15. јуна 2016. године.

## Лични рекорди
На отвореном:
- 20.000 метара — 1:22:42,0, Ижевск, Русија, 21. септембар 2002.
- 20 километара — 1:25:03, Адлер, Русија, 1. март 2003.
- 30 километара — 2:07,23 Адлер, Русија, 8. фебруар 2004.
- 35 километара — 2:28:01 Адлер, Русија, 1. март 2003.
- 50 километара — 3:42:06 Чебоксари, Русија, 26. мај 2002.

У дворани:
- 5.000 метара — 19:09,7 Самара, Русија, 3. фебруар 2002.